# Ribeira Brava (São Nicolau)
Ribeira Brava (crioll capverdià Stanxa) és la ciutat principal de l'illa de São Nicolau a l'arxipèlag de Cap Verd. És la capital del municipi de Ribeira Brava. La ciutat està situada a la vall del rierol Ribeira Brava, a l'est de la serralada principal de l'illa. El nom del riu (i de la ciutat) fa referència al comportament violent del riu durant les pluges.
Ribeira Brava és el principal centre de negocis i de comerç de les àrees properes des dels inicis de la seva fundació, en el segle xvii. La seva població era de 1.936 habitants segons el cens de 2010. Durant molts anus fou també la seu de l'Església Catòlica Romana a l'arxipèlag. La ciutat té un aspecte colonial amb edificis d'estil portuguès, parcs i jardins amb encant, petits carrers sinuosos i turons costeruts amb vistes impressionants. El Seminário-Liceu de São José, fundat a Ribeira Brava en 1866 i abolit en la dècada de 1930 per deportar-hi als presos polítics de Portugal, va ser un important centre d'educació superior a l'arxipèlag.
Des de finals de la dècada de 2000, la ciutat es desvia cap a l'est amb un petit perímetre de la connexió amb la part oriental de l'illa.